# Caedibacter
Caedibacter (лат.) — род бактерий, являющихся симбионтами инфузорий рода Paramecium. На заре изучения бактерии рода назывались каппа-частицами. Интересны тем, что в части популяции клеток образуются R-тела, что придает инфузориям-хозяевам свойства киллеров (способность убивать чувствительных инфузорий, которые лишены каппа-частиц).

## История изучения
Различные виды Caedibacter обитают в разных видах инфузорий рода Paramecium. Не так давно удалось секвенировать геном вида Caedibacter varicaedens — симбионтов Paramecium biaurelia. Изучая эволюцию симбиоза инфузорий и бактерий, ученые определили последовательность генома C. varicaedens. Анализируя полученные данные, учёным удалось выявить 8 различных нуклеотидных последовательностей, продукты которых отвечают за синтез и выделение смертельных токсинов для чувствительных штаммов инфузорий.
Вторая группа учёных взяла для исследования вид внутриклеточных альфапротеобактерий: риккетсии вида Rickettsia prowazekii и Caedibacter caryophilus, первые являются патогенами для человека, вторые - эндосимбионтами для инфузорий. Так как Escherichia coli и Caedibacter caryophilus являются гетерологичными видами, команда учёных решила сравнить их свойства. Выяснилось, что гены, отвечающие за синтез R-тел, находятся на плазмиде. При трансформации бактерий Escherichia coli плазмидой, содержащей последовательности необходимых для синтеза R-тел генов, в клетках кишечной палочки происходит синтез R-тел.  В ходе дальнейших исследований выяснилось, что род Caedibacter является полифилетической группой и его представители относятся не только к альфапротеобактериям, но и бетапротеобактериям. 

## Классификация
На август 2017 года в род включают 5 видов:
- Caedibacter caryophilus corrig. Schmidt et al. 1987 — симбионты Paramecium caudatum
- Caedibacter paraconjugatus Quackenbush 1982 — симбионты Paramecium biaurelia
- Caedibacter pseudomutans Quackenbush 1982 — симбионты Paramecium tetraurelia
- Caedibacter taeniospiralis (ex Preer et al. 1974) Preer and Preer 1982typus [syn. Caedobacter taeniospiralis Preer et al. 1974] — симбионты Paramecium tetraurelia[1] и (или) Paramecium caudatum[2]
- Caedibacter varicaedens Quackenbush 1982  — симбионты Paramecium biaurelia

В литературе встречаются данные ещё об одном виде:
- Caedibacter macronucleorum — симбионты Paramecium duboscqui